# Frase (música)

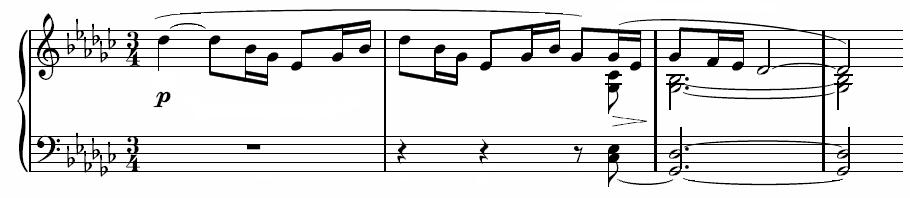
A vegades s'utilitzen línies semblants a les lligadures per a indicar el fraseig en una obra musical.

Una frase musical és un fragment de música, una unitat mètrica musical, que té un sentit musical complet per si mateixa. Una frase està construïda per figures musicals, motius, cèl·lules musicals; diverses frases es poden combinar per formar melodies, períodes musicals i grans seccions; Una frase típica pot tenir la llargada que un cantant o instrumentista pot interpretar en una respiració.
Aquest terme, com els de sentència, vers, etc., ha estat adoptat pel vocabulari musical a partir de la sintaxi lingüística. El terme és, però, molt ambigu.